# آلستر هانتون
آلستر کید هانتون (انگلیسی: Alastair Kydd Hanton؛ زادهٔ ۱۰ اکتبر ۱۹۲۶ – درگذشتهٔ ۲۶ مه ۲۰۲۱) بانکدار، کارمند دولت، کنشگر حوزهٔ حمل‌ونقل و کارآفرین اجتماعی اهل بریتانیا بود. او در سال ۱۹۶۴ راهکار پرداخت مستقیم (Direct Debit) را ابداع کرد. هانتون در هنگام بازنشستگی‌اش در سال ۱۹۶۴، نشان امپراتوری بریتانیا را دریافت کرد.

## اوایل زندگی
هانتون در ۱۰ اکتبر ۱۹۲۶ در شمال لندن زاده شد. پدرش، پیتر کید هانتون، به‌عنوان معمار برای وزارت کارهای عمومی بریتانیا کار می‌کرد. مادرش یک منشی بود.

## تحصیلات
هانتون در مدرسهٔ میل هیل تحصیل کرد و در جریان جنگ جهانی دوم برای مدتی به سنت بیز در کامبرلند منتقل شد. او سپس برای تحصیل در رشته‌های ریاضیات و اقتصاد وارد کالج پمبروک، کمبریج شد.

## حرفه
پس از فارغ‌التحصیلی، هانتون ۲۲ ساله در سال ۱۹۴۸ به سازمان تازه‌تأسیس کمک‌های خارجی دولت، یعنی شرکت توسعهٔ مستعمرات (CDC) پیوست. او پس از دو سال کار در دفتر مرکزی در لندن، به مالاوی اعزام شد تا پروژه‌های عمرانی را برنامه‌ریزی کند. در سال ۱۹۵۷، هانتون در شرکت مالی صنعتی و تجاری مشغول به کار شد. این شرکت از کسب‌وکارهای کوچک حمایت مالی می‌کرد. یک سال بعد، در سال ۱۹۵۸، هانتون به بخش اقتصاد و آمار یونیلیور پیوست.
در سال ۱۹۶۴، پس از پیوستن به شرکت ریو تینتو-زینک، هانتون به توسعهٔ روش جریان نقدی تنزیل‌شده پرداخت و در تألیف کتاب «تأمین مالی و تحلیل پروژه‌های سرمایه‌ای» مشارکت کرد.
هانتون پس از چهار سال کار در ریو تینتو، در سال ۱۹۶۸ برای کمک به تأسیس پست‌بانک ملی، این شرکت را ترک کرد و پس از ۱۸ سال در سال ۱۹۸۷ بازنشسته شد.

#### پرداخت مستقیم
پرداخت مستقیم (Direct Debit) توسط آلستر هانتون در زمانی که در یونیلیور کار می‌کرد، به‌عنوان راهی مؤثرتر برای جمع‌آوری پرداخت‌ها از فروشندگان بستنی والز اختراع شد. این سیستم که در ابتدا انتقال بدهی خودکار نامیده می‌شد، در سال ۱۹۶۴ به‌صورت کاغذی آغاز به‌کار کرد و از سال ۱۹۶۸ به‌طور گسترده در دسترس قرار گرفت.
من با نام انتقال بدهی خودکار (ADT) شروع کردم و سپس در طول بحث، نام آن را کوتاه کردیم… نام پرداخت مستقیم، خوب، مستقیم‌تر بود…— آلستر هانتون

#### حساب‌های بانکی رایگان و سامانه لینک
در سال ۱۹۸۲، هانتون از مدیر عملیات به سمت معاون مدیرعامل ارتقاء یافت. آلستر هانتون یکی از پیشگامان ارائهٔ حساب‌های بانکی رایگان در دههٔ ۱۹۶۰ بود. این ابتکار او امکان دسترسی افراد کم‌درآمد را به خدمات بانکی بدون هزینه‌های اضافی فراهم کرد و تحولی بزرگ در صنعت بانکداری به وجود آورد. او همچنین در توسعهٔ سامانهٔ بانکداری «لینک» (Link) نقش داشت که دستگاه‌های خودپرداز را در بریتانیا به‌صورت یکپارچه به هم متصل کرد. این سامانه به مشتریان اجازه می‌داد بدون پرداخت کارمزد از خودپردازهای مختلف استفاده کنند و دسترسی به پول نقد را آسان‌تر کرد.

## مشارکت در خیریه‌ها

### سرمایه‌گذاری اخلاقی و تجارت منصفانه
هانتون به سرمایه‌گذاری اخلاقی و تجارت منصفانه تعهد داشت. او از تأثیرات منفی سرمایه‌گذاری‌های غیرمسئولانه بر جامعه و محیط زیست آگاه بود و در سال ۱۹۸۵ به سازمان مستقل اطلاعات تحقیقات سرمایه‌گذاری اخلاقی (Eiris) پیوست. همکاری او با توسعهٔ این سازمان به‌عنوان مرجعی برای ارزیابی سرمایه‌گذاری‌های اخلاقی کمک کرد. همچنین در سال ۱۹۹۲ در تأسیس بنیاد تجارت منصفانه مشارکت داشت که یکی از تولیدکنندگان کشورها در حال توسعه و ترویج تجارت عادلانه در بازار خرده‌فروشی بریتانیا بود.

### دفاع از حمل‌ونقل سبز
هانتون از مدافعان سرسخت حمل‌ونقل پایدار بود. او به دوچرخه‌سواری و پیاده‌روی علاقه داشت و برای بهبود حمل‌ونقل عمومی و کاهش استفاده از خودروهای شخصی تلاش کرد. فعالیت‌های او شامل لغو تخفیف‌های مالیاتی برای خودروهای شرکتی و مشارکت در کمپین‌هایی برای نظارت بر فعالیت فروشگاه‌ها بود. هانتون باور داشت که با همکاری و پشتکار می‌توان تغییرات مثبتی در سیاست‌های حمل‌ونقل ایجاد کرد.

## زندگی شخصی
هانتون در سال ۱۹۵۶ با مارگارت لامزدن، محقق بازار و فارغ‌التحصیل کمبریج ازدواج کرد. آن‌ها دو پسر و یک دختر داشتند.